# Sedgwick County (Colorado)
Das Sedgwick County ist eine Verwaltungseinheit (County) im äußersten Nordosten des US-Bundesstaates Colorado. Der Verwaltungssitz (County Seat) ist Julesburg.

## Geographie
Das County liegt im äußersten Nordosten von Colorado an der Grenze zu Nebraska. Es grenzt im Uhrzeigersinn an die Countys Cheyenne, Deuel, Perkins, Phillips und Logan.

## Geschichte
1889 wurde das County aus dem Logan County gebildet. Der Name des County leitet sich von dem ehemaligen Fort Sedgwick ab, das als Namenspatron den amerikanischen General John Sedgwick (1813–1864) hat.

## Demografische Daten
Nach der Volkszählung im Jahr 2000 lebten im County 2747 Menschen. Es gab 1165 Haushalte und 802 Familien. Die Bevölkerungsdichte betrug 2 Einwohner pro Quadratkilometer. Ethnisch betrachtet setzte sich die Bevölkerung zusammen aus 90,50 Prozent Weißen, 0,51 Prozent Afroamerikanern, 0,15 Prozent amerikanischen Ureinwohnern, 0,76 Prozent Asiaten, 0,07 Prozent Bewohnern aus dem pazifischen Inselraum und 5,97 Prozent aus anderen ethnischen Gruppen; 2,04 Prozent stammten von zwei oder mehr Ethnien ab. 11,43 Prozent der Gesamtbevölkerung waren spanischer oder lateinamerikanischer Abstammung.
Von den 1.165 Haushalten hatten 26,4 Prozent Kinder und Jugendliche unter 18 Jahre, die bei ihnen lebten. 59,1 Prozent waren verheiratete, zusammenlebende Paare, 6,6 Prozent waren allein erziehende Mütter. 31,1 Prozent waren keine Familien. 29,4 Prozent waren Singlehaushalte und in 13,6 Prozent lebten Menschen im Alter von 65 Jahren oder darüber. Die Durchschnittshaushaltsgröße betrug 2,31 und die durchschnittliche Familiengröße lag bei 2,83 Personen.
Auf das gesamte County bezogen setzte sich die Bevölkerung zusammen aus 22,8 Prozent Einwohnern unter 18 Jahren, 6,6 Prozent zwischen 18 und 24 Jahren, 23,5 Prozent zwischen 25 und 44 Jahren, 25,0 Prozent zwischen 45 und 64 Jahren und 22,1 Prozent waren 65 Jahre alt oder darüber. Das Durchschnittsalter betrug 43 Jahre. Auf 100 weibliche Personen kamen 100,1 männliche Personen, auf 100 Frauen im Alter ab 18 Jahren kamen statistisch 97,2 Männer.
Das jährliche Durchschnittseinkommen eines Haushalts betrug 28.278 USD, das Durchschnittseinkommen der Familien betrug 33.953 USD. Männer hatten ein Durchschnittseinkommen von 25.463 USD, Frauen 16.392 USD. Das Prokopfeinkommen betrug 16.125 USD. 10,0 Prozent der Bevölkerung und 7,8 Prozent der Familien lebten unterhalb der Armutsgrenze. Darunter waren 13,7 Prozent der Bevölkerung unter 18 Jahren und 4,2 Prozent der Einwohner ab 65 Jahren.

## Sehenswürdigkeiten

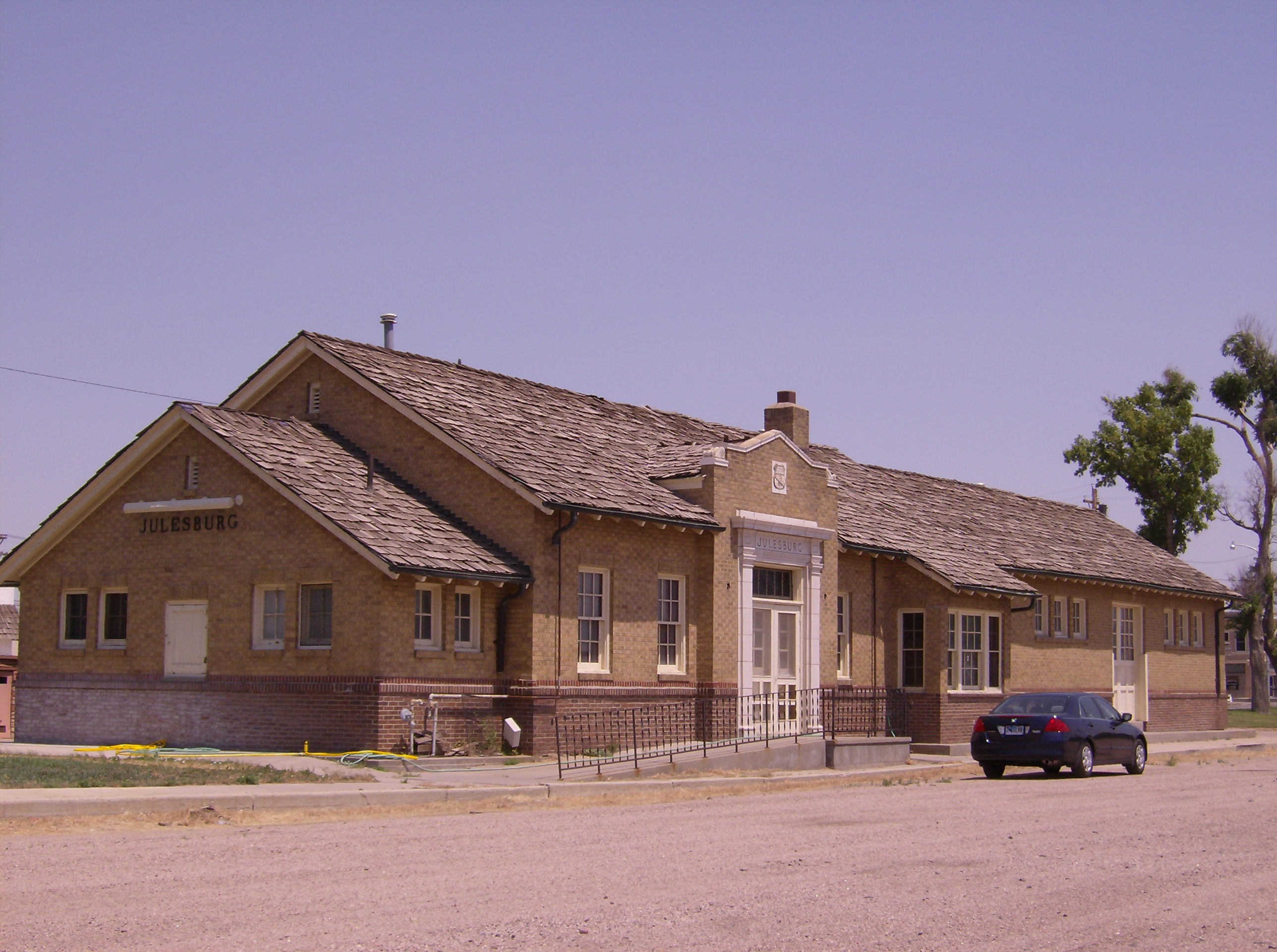
Union Pacific Railroad Julesburg Depot (2007). Dieses Gebäude diente von 1930 bis 1974 als Bahnhof. Es wurde im Februar 2004 als erstes Objekt im County in das NRHP eingetragen.

Zwei Bauwerke im Sedgwick County sind im National Register of Historic Places („Nationales Verzeichnis historischer Orte“; NRHP) eingetragen (Stand 27. September 2022), neben dem Gerichts- und Verwaltungsgebäude des County ist dies das Union Pacific Railroad Julesburg Depot.

## Orte
- Julesburg
- Ovid
- Sedgwick